# Памятник Цинь Ли
Памятник «Цинь Ли» (кит. трад. 勤礼碑, пиньинь qín lǐ bēi, палл. Цинь Ли Бэй, полное название кит. трад. 唐故秘书省著作郎，夔州督府长史上护军颜君神道碑, пиньинь táng gù mìshūshěng zhuózuòláng, kuí zhōu dū fǔ zhǎngshǐ shang hùjūn yán jūn shéndào bēi, палл. Тан Гу Мишушэн Чжоцзолан, Куй Чжоу Ду Фу Чжанши Шан Хуцзюнь Янь Цзюнь Шэньдао Бэй) — каллиграфический памятник эпохи Тан, созданный Янь Чжэньцином в 799 году. Памятник был обнаружен в ходе раскопок в октябре 1922 года в районе Чанъань города Сиань, и сегодня он находится в сианьском Музее стел. Надписи на памятнике расположены на всех его четырех сторонах, на трех из них сохранилось уставное письмо Кайшу, на каждой стороне по 44 строки, в каждой строке по 36 иероглифов.